# Dmitri Serguéyevich Sipiaguin
Dmitri Serguéievich Sipiaguin (Дмитрий Сергеевич Сипягин; Kiev, 20 de marzo de 1853–San Petersburgo, 28 de abril de 1902) fue un político del Imperio ruso. De ideas conservadoras, se caracterizó por su total lealtad a la autocracia del zar. Su cargo más representativo fue el de ministro de Interior de 1900 a 1902.
Nacido en Kiev, Dmitri Sipyaguin se graduó en la facultad de Derecho de la Universidad de San Petersburgo en 1876. Trabajó en el Ministerio del Interior de Rusia como vicegobernador de Járkov (de 1886 a 1888), fue gobernador de Curlandia (de 1888 a 1891) y gobernador de Moscú (de 1891 a 1893); comisario del Ministerio de Hacienda (1893); delegado del ministro de Interior (1894); director ejecutivo del derecho de petición en la Cancillería Imperial (de 1895 a 1899); director del Ministerio del Interior (1899); y finamente ministro de Interior (de 1900 a 1902).
Fue asesinado en el Palacio Mariinski por el socialista-revolucionario Stepán Balmashov.